# یواس‌اس رولر (ای‌ام‌سی-۵۲)
یواس‌اس رولر (ای‌ام‌سی-۵۲) (به انگلیسی: USS Roller (AMc-52)) یک کشتی بود که طول آن ۹۷ فوت ۱ اینچ (۲۹٫۵۹ متر) بود. این کشتی در سال ۱۹۴۱ ساخته شد.